# Biskupice (gromada w powiecie konińskim)
Biskupice – dawna gromada, czyli najmniejsza jednostka podziału terytorialnego Polskiej Rzeczypospolitej Ludowej w latach 1954–1972.
Gromady, z gromadzkimi radami narodowymi (GRN) jako organami władzy najniższego stopnia na wsi, funkcjonowały od reformy reorganizującej administrację wiejską przeprowadzonej jesienią 1954 do momentu ich zniesienia z dniem 1 stycznia 1973, tym samym wypierając organizację gminną w latach 1954–1972.
Gromadę Biskupice z siedzibą GRN w Biskupicach utworzono – jako jedną z 8759 gromad na obszarze Polski – w powiecie konińskim w woj. poznańskim, na mocy uchwały nr 25/54 WRN w Poznaniu z dnia 5 października 1954. W skład jednostki weszły obszary dotychczasowych gromad Biskupice, Czarnybród, Kurów, Kurów II i Wojciechowo ze zniesionej gminy Rzgów, a także miejscowość Wycinki z dotychczasowej gromady Aleksandrówek ze zniesionej gminy Dąbroszyn – w tymże powiecie. Dla gromady ustalono 10 członków gromadzkiej rady narodowej.
1 stycznia 1962 z gromady Biskupice wyłączono miejscowości Kurów, Kurów II, Kurów-Kolonia, Maradz, Wojciechowo i Zabiel, włączając je do gromady Rzgów w tymże powiecie, po czym gromadę Biskupice zniesiono, a jej (pozostały) obszar włączono do gromady Grodziec tamże.